# جنایت در آفریقای جنوبی
جنایت در آفریقای جنوبی شامل تمامی جنایات خشونت‌آمیز و غیرخشونت‌آمیز است که در این کشور یا تحت صلاحیت آن رخ می‌دهند. هنگامی که این کشور با کشورهای دیگر مقایسه می‌شود، آفریقای جنوبی دارای سطح های بالای جنایات‌های خشونت‌آمیز است  و شهرت دارد که همواره یکی از بالاترین سطح های قتل در جهان را دارد. این کشور همچنین نسبت به سایر کشورها سطح های بالای جرم‌های سازمان‌یافته را تجربه می‌کند.

## مجریان قانون و عدالت
آفریقای جنوبی به یک سیستم عدالت کیفری وابسته است که درگیر مشکلات زیادی است، از جمله ناکارآمدی، فساد و قطب‌بندی داخلی.

### پلیس
یک نظرسنجی در سال ۲۰۱۹ توسط Global Corruption Barometer نشان داد که پلیس آفریقای جنوبی (SAPS) به عنوان فاسدترین نهاد در کشور شناخته می‌شود. در سال ۲۰۲۰، اندرو ویتفیلد از حزب Democatic Alliance این نیرو را «فاسد تا اعماق» توصیف کرد و پیشنهاد تشکیل کمیته موقت پارلمانی برای بررسی فساد در پلیس آفریقای جنوبی (SAPS) را مطرح کرد. بسیاری از افسران (SAPS)  رشوه‌هایی از دنیای زیرزمینی جرم قبول می‌کنند،  به‌ویژه زمانی که مقامات عالی‌رتبه آن‌ها نیز در فساد مشهود هستند. افسران با درجات مختلف در اشکال مختلف فساد، از جمله تقلب، باج‌خواهی، کمک به فرار زندانیان یا اعطای غیرقانونی قراردادها، دست داشته‌اند. تا سال ۲۰۲۰، ۲۸۶ پرونده فساد که شامل ۵۶۴ افسر پلیس می‌شد، در حال رسیدگی بودند.

## جنایات خشونت آمیز
آفریقای جنوبی دارای نرخ بسیار بالای قتل، خشونت مبتنی بر جنسیت، سرقت و درگیری‌های خشونت‌آمیز است. یک نظرسنجی برای دوره ۲۰۰۰–۱۹۹۰ که توسط دفتر مقابله با مواد مخدر و جرم سازمان ملل متحد گردآوری شده است، آفریقای جنوبی را از نظر حمله و قتل (به هر وسیله) به‌صورت سرانه در رتبه دوم و از نظر تجاوزات جنسی در رتبه اول بین ۶۰ کشور قرار داده است. جرم و جنایت کلی به‌صورت سرانه در میان این ۶۰ کشور در رتبه دهم قرار داشت. مؤسسه بین‌المللی تحقیقات جرم و عدالت سازمان ملل متحد پژوهشی را انجام داده است  که نشان می‌دهد وضعیت جرم و جنایت در آفریقای جنوبی بیشتر شبیه به کشورهای در حال توسعه است.
بر اساس آمار پلیس آفریقای جنوبی (SAPS) و آمار آفریقای جنوبی (SSA)، نرخ افزایش جرایم خشونت‌آمیز در آفریقای جنوبی (۲۰۱۶–۲۰۲۰) روند کندتری پیدا کرده بود، اما تا سال ۲۰۱۹/۲۰ معمولاً میزان این نوع جرایم به‌صورت سالانه افزایش می‌یافت. در آوریل ۲۰۲۲، نومبیو گزارش داد که ۵ مورد از ۲۰ شهر خطرناک جهان در آفریقای جنوبی قرار دارند. در سال ۲۰۲۳، شاخص جهانی صلح IEP، آفریقای جنوبی را از نظر صلح در رتبه ۱۳۰ از ۱۶۳ کشور (۳۲ از ۴۴ کشور در آفریقای جنوب صحرایی) قرار داد و هزینه خشونت در سال ۲۰۲۲ حدود ۳.۳۰ تریلیون راند (۱۷۶.۴۹ میلیارد دلار) یا ۱۵٪ تولید ناخالص داخلی کشور برآورد شد.

### قتل
در سه ماه آخر سال ۲۰۲۳، حدود ۸۵ نفر در روز در آفریقای جنوبی به قتل رسیدند. نرخ قتل در اواخر دهه ۱۹۸۰ و اوایل دهه ۱۹۹۰ به‌سرعت افزایش یافت. در سال ۲۰۰۱، احتمال کشته شدن یک شهروند آفریقای جنوبی در قتل بیشتر از مرگ در تصادف خودرو بود، اما نرخ قتل بین سال‌های ۱۹۹۴ تا ۲۰۰۹ به نصف کاهش یافت و از ۶۷ به ۳۴ قتل در هر ۱۰۰,۰۰۰ نفر رسید. بین سال‌های ۲۰۱۱ تا ۲۰۱۵، این نرخ به حدود ۳۲ قتل در هر ۱۰۰,۰۰۰ نفر تثبیت شد، هرچند تعداد کل کشته‌شدگان به دلیل افزایش جمعیت افزایش یافت. در سال ۲۰۱۶/۱۷، نرخ قتل به ۵۲ نفر در روز رسید و ۱۹,۰۱۶ قتل بین آوریل ۲۰۱۶ تا مارس ۲۰۱۷ ثبت شد. در سال ۲۰۲۲، نرخ قتل ۴۵.۵۳ در هر ۱۰۰,۰۰۰ نفر بود که چهارمین نرخ بالای جهان به گزارش UNODC محسوب می‌شد. استان‌های کیپ شرقی، کیپ غربی و کوازولو-ناتال بالاترین نرخ قتل را در کشور دارند. چهار شهر آفریقای جنوبی (پورت الیزابت، دوربان، کیپ‌تاون و ژوهانسبورگ) در میان ۵۰ شهر خطرناک جهان قرار دارند (شهرهایی با جمعیت بیش از ۳۰۰,۰۰۰ نفر و بالاترین نرخ قتل، طبق گزارش شورای شهروندی برای امنیت عمومی و عدالت کیفری مکزیک در رده‌بندی ۲۰۲۳/۲۰۲۴).
در پس‌زمینه فعالیت‌های ناپایدار باندها، تعداد مرگ‌ومیر افراد بی‌گناه که در تیراندازی‌های متقاطع گرفتار شده‌اند، به‌شدت افزایش یافته است. عدالت گروهی به طور منظم در سکونتگاه‌های غیررسمی اجرا می‌شود، جایی که بی‌اعتمادی به پلیس و نارضایتی از سطح بالای جرایم بسیار بالاست. در سراسر کشور، حدود ۱,۳۵۰ قتل به اعمال عدالت گروهی و vigilantism در سال مالی ۲۰۲۰/۲۱ نسبت داده شد. تیراندازی‌های مرگبار از داخل خودرو، با انگیزه‌های مشخص یا نامشخص، به طور منظم رخ می‌دهد. در سپتامبر ۲۰۱۹، رئیس‌جمهور نیجریه اجلاس اقتصادی آفریقا در کیپ‌تاون را به دلیل شورش‌های ضد خارجیان که به کشته شدن بسیاری انجامید، تحریم کرد. امدادگران و پلیس اغلب مجبورند برای کمک به قربانیان تیراندازی وارد محیط‌های ناامن شوند، و برخی از امدادگران استفاده از جلیقه‌های ضدگلوله را آغاز کرده‌اند. امدادگران کیپ‌تاون در دهه ۱۹۹۰ با حملات اندک یا بدون حمله مواجه بودند، اما در سال ۲۰۱۶ با ۲۸۸ حمله، ۲۲ حمله در سال ۲۰۱۹، حدود ۶۸ حمله در سال ۲۰۲۰ و بیش از ۶۰ حمله در سال ۲۰۲۱ روبرو شدند. پرستاران در حال خدمت نیز قربانی قتل شده‌اند و اتحادیه خدمات عمومی (PSA) خواستار امنیت شدیدتر در مراکز بهداشتی شده است. زنان متهم به جادوگری در فواصل منظم کشته می‌شوند، روندی که با فقر و بی‌سوادی مرتبط است. از آنجا که سرقت‌ها جان بسیاری را گرفته‌اند، دادگاه‌ها حداکثر مجازات‌ها را اعمال می‌کنند.
گزارش‌های خبری متعددی درباره دستکاری آمار جرایم منتشر شده است که به وجود انگیزه‌هایی برای عدم ثبت جرایم خشونت‌آمیز اشاره دارند. با این حال، آمار قتل‌های بزرگسالان به‌طور کلی دقیق در نظر گرفته می‌شود. برآورد می‌شود که هر ساله ۸۰۰ تا ۹۰۰ کودک به قتل می‌رسند، اما یک مطالعه در سال ۲۰۱۴ نشان داد که قتل‌های کودکان به‌طور قابل توجهی در آمار پلیس کمتر از آنچه که هست گزارش می‌شود. مرگ نوزادان به دلیل رها کردن یا قتل به عنوان «پنهان‌سازی تولد» در پلیس ثبت می‌شود که به این ترتیب به نقص در آمار رسمی کمک می‌کند. تعداد بیمارانی که در مراکز مراقبت خانگی به دلیل بی‌توجهی جنایی می‌میرند، مشخص نیست، اما به الگویی از سوءاستفاده نسبت داده می‌شود که گسترده و کم‌گزارش است.

### تجاوز جنسی و خشونت جنسی
آفریقای جنوبی یکی از بالاترین نرخ‌های تجاوز در جهان را دارد، با گزارش حدود ۶۵,۰۰۰ تجاوز و سایر حملات جنسی برای سال پایان یافته در مارس ۲۰۱۲، معادل ۱۲۷.۶ مورد به ازای هر ۱۰۰,۰۰۰ نفر در کشور. وقوع بالای تجاوز باعث شده است که این کشور به عنوان «پایتخت تجاوز جهان» شناخته شود. یک سوم از ۴,۰۰۰ زنی که توسط جامعه اطلاعات، توانمندسازی و شفافیت مورد پرسش قرار گرفتند، اعلام کردند که در سال گذشته مورد تجاوز قرار گرفته‌اند. بیش از ۲۵٪ از مردان آفریقای جنوبی که در یک نظرسنجی منتشر شده توسط شورای تحقیقات پزشکی (MRC) در ژوئن ۲۰۰۹ شرکت کردند، به تجاوز اعتراف کردند؛ از این میان، تقریباً نیمی گفتند که بیش از یک نفر را تجاوز کرده‌اند. سه نفر از هر چهار نفر که به تجاوز اعتراف کرده بودند، اشاره کردند که برای اولین بار در دوران نوجوانی دست به حمله زده‌اند. آفریقای جنوبی یکی از بالاترین نرخ‌های تجاوز به کودکان و نوزادان را در جهان دارد،[  و خشونت جنسی همچنان یک آفت در مراکز مراقبت روزانه، مدارس، کالج‌ها، دانشگاه‌ها و کلیساها باقی می‌ماند. تجاوز قانونی به وضوح شایع است، به طوری که تقریباً ۷۰۰ تولد در سال ۲۰۲۰ ثبت شد که مادران آن‌ها ۹ یا ۱۰ ساله بودند. یک واحد رفتار جنسی برای SANDF در نظر گرفته شده است که تعدادی از سربازان را به دلیل تجاوز جنسی محکوم کرده و اخراج کرده است.